# 桑塞
桑塞（法語：Sancey，法語發音：[sɑ̃sɛ]）是法国杜省的一个市镇，属于蒙贝利亚尔区。该市镇于2016年由原市镇大桑塞和桑塞勒隆合并而成。

## 地理
桑塞（47°17'41"N, 6°34'59"E）面积30.57 平方千米，位于法国勃艮第-弗朗什-孔泰大區杜省，该省份为法国东部内陆省份，北起上索恩省，西接汝拉省，东部及东南部与瑞士接壤，东北部与贝尔福地区省接壤。
与桑塞接壤的市镇（或旧市镇、城区）包括：沙佐、朗德雷斯、拉维龙、奥尔沃、乌旺、朗德维莱尔、叙尔蒙、韦勒旺、普罗旺谢尔、贝尔瓦、拉翁。
桑塞的时区为UTC+01:00、UTC+02:00（夏令时）。

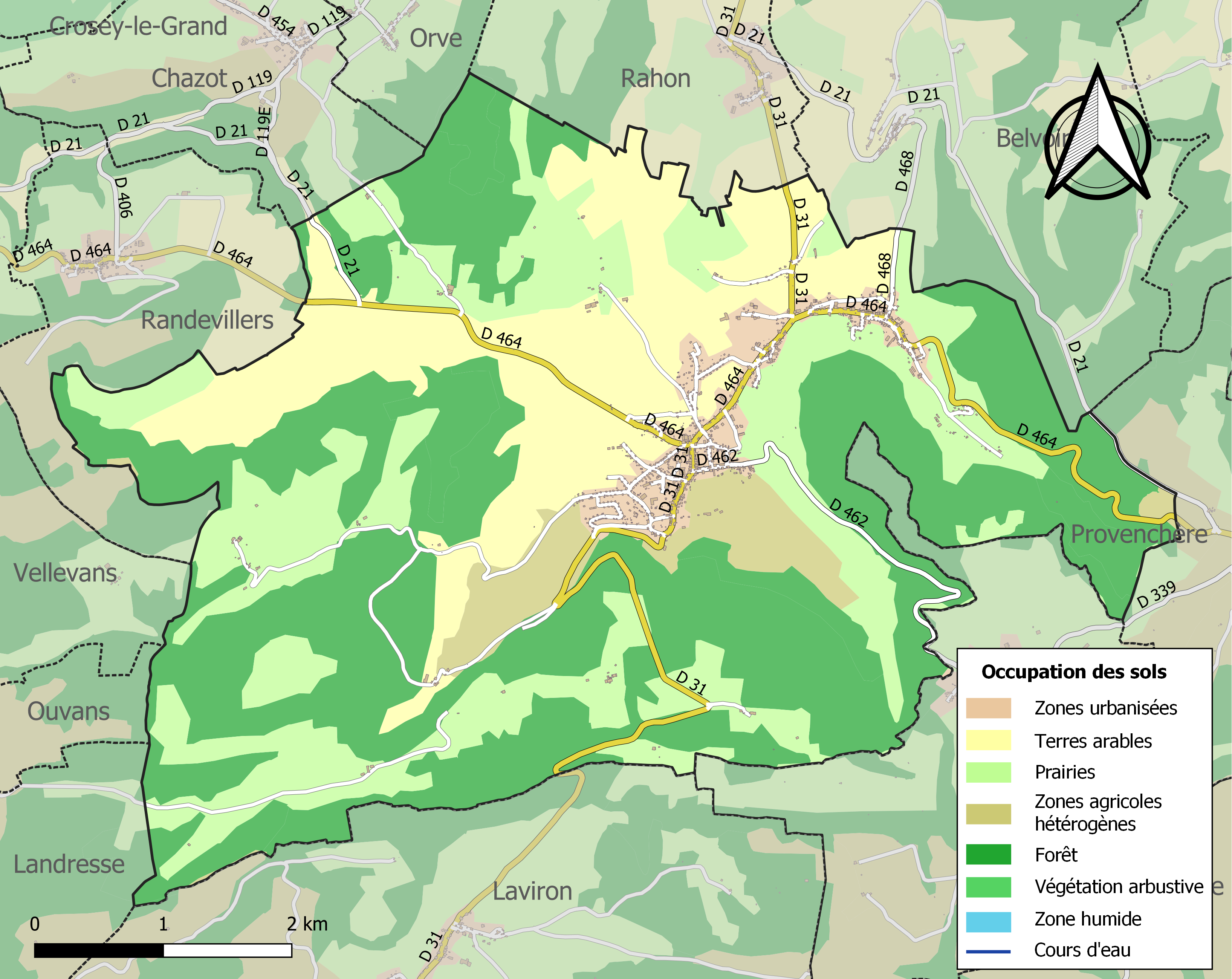
桑塞的OSM定位图

## 行政
桑塞的邮政编码为25430，INSEE市镇编码为25529。

## 政治
桑塞所属的省级选区为巴旺县。

## 人口
桑塞于2022年1月1日时的人口数量为1364人。